# Filosofia do Inconsciente

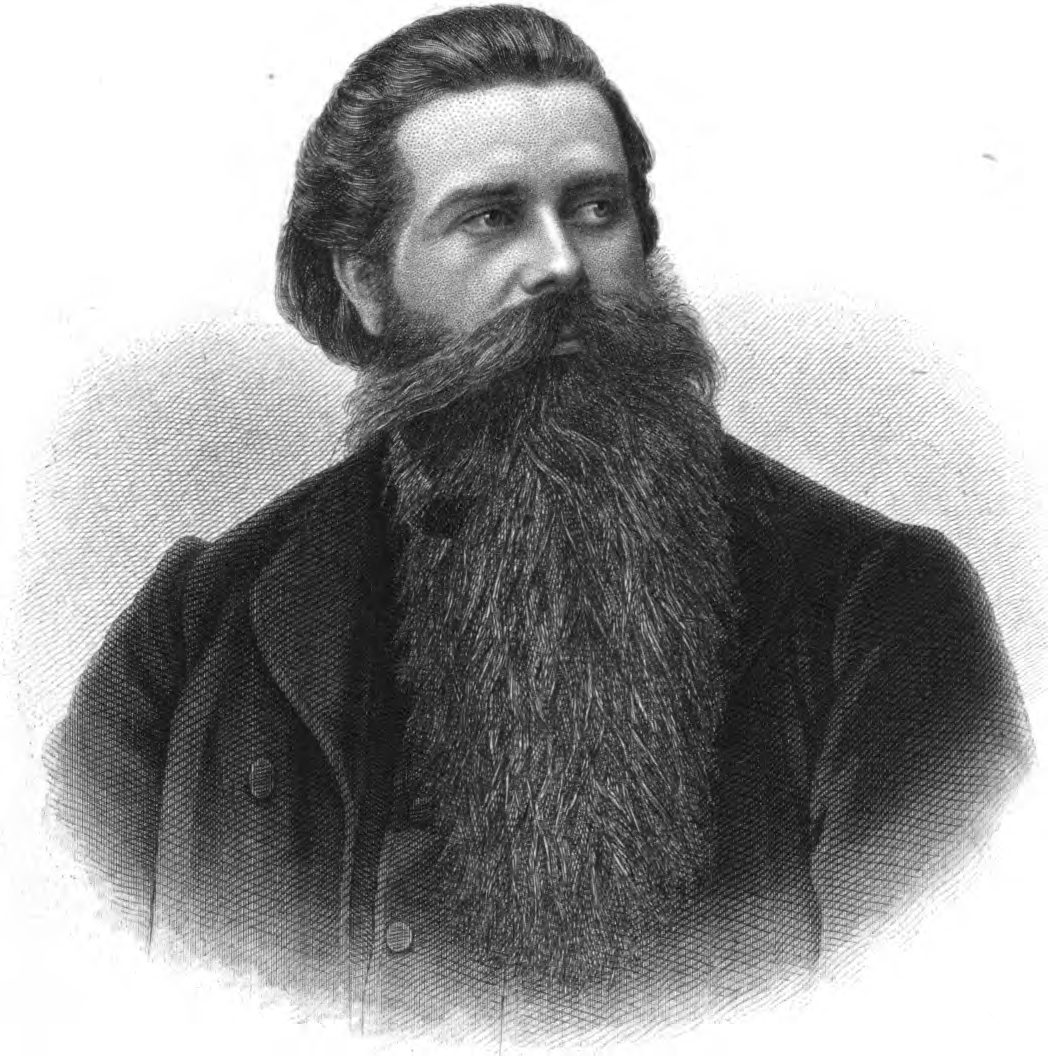
Eduard von Hartmann

Filosofia do Inconsciente: Resultados Especulativos segundo o Método de Indução das Ciências Físicas (em alemão:  Philosophie des Unbewussten) é um livro de 1869 do filósofo Eduard von Hartmann. A culminância das especulações e descobertas da filosofia romântica e  idealismo alemão nos primeiros dois terços do século XIX,  Filosofia do Inconsciente tornou-se famoso. Em 1882, ele apareceu em nove edições. Uma tradução em inglês de três volumes apareceu em 1884. A tradução para o inglês tem mais de 1100 páginas. O trabalho influenciou as teorias do inconsciente de Sigmund Freud e Carl Jung.

## Recepção
O Filosofia do Inconsciente foi traduzido do alemão para o francês e o inglês e passou por muitas edições nas três línguas, exercendo uma grande influência na cultura europeia e ajudando a tornar a ideia do inconsciente familiar e aceita no final do século XIX. O trabalho foi amplamente lido. A Filosofia do Inconsciente recebeu uma discussão crítica no Psicologia do Ponto de Vista Empírico do filósofo Franz Brentano (1874); Brentano comentou que a definição de consciência de Hartmann talvez se referisse a "algo puramente imaginário" e certamente não concordava com sua definição de consciência.
O filósofo Friedrich Nietzsche descreveu o livro de Hartmann como uma "filosofia da ironia inconsciente", em Sobre a utilidade e a desvantagem da história para a vida, um dos ensaios incluídos em Meditações Inoportunas (1876). Nas palavras de Nietzsche: "Tome uma balança e coloque o 'Inconsciente' de Hartmann em uma das escalas, e o seu 'Processo do Mundo' na outra. Alguns acreditam que pesam da mesma forma; pois em cada escala há uma palavra má—e uma boa piada."
O trabalho de Hartmann foi visto como preparando o caminho para a teoria posterior do inconsciente de Freud. Freud consultou a Filosofia do Inconsciente enquanto escrevia A Interpretação dos Sonhos (1899), no qual ele chamou Hartmann o oponente mais firme da teoria de que os sonhos são realizações de desejos. O filósofo Hans Vaihinger foi influenciado pela Filosofia do Inconsciente, relatando em A Filosofia do 'Como se' (1911) como ela o levou a Schopenhauer. O psiquiatra Henri Ellenberger escreve em A Descoberta do Inconsciente (1970) que o principal interesse do trabalho de Hartmann não são suas teorias filosóficas, mas sua riqueza de material de apoio.
O psicólogo Hans Eysenck escreve em Decadência e Queda do Império Freudiano (1985) que a versão do inconsciente de Hartmann é muito semelhante à de Freud. O filósofo Roger Scruton descreveu o Filosofia do Inconsciente como o "primeiro grande tratado" sobre o inconsciente em Sexual Desire (1986). Ele creditou a Hartmann a oferta de uma descrição "astuta e vigorosa" do desejo sexual, mas mesmo assim o considerou mal sucedido em explicar sua intencionalidade. John Kerr escreve que as ideias de Hartmann sobre "destruição e transformação" são paralelas às da psicanalista Sabina Spielrein. O poeta italiano Giovanni Pascoli foi influenciado pelo Filosofia do Inconsciente em seu programa de poética "Il fanciullino" ("A criança", 1897).

## Tradução em inglês
A primeira tradução para o inglês, de W. C. Coupland, foi publicada em 1884, com o título Philosophy of the Unconscious, uma tradução literal do título alemão. Atualmente, está disponível como reimpressão com o mesmo título mas o artigo não atribuído sobre von Hartmann na Encyclopædia Britannica 11ª Edição (1910–1911) adicionou "Die" ao título do alemão e "The" à sua tradução em inglês. 